# It’s Blitz!
It’s Blitz! ist das dritte Studioalbum der US-amerikanischen Indie-Band Yeah Yeah Yeahs, das im März 2009 erschien.

## Entstehung und Veröffentlichung
Die Erstveröffentlichung von It’s Blitz! erfolgte am 8. März 2009 bei Interscope Records. Das Album erschien in seiner Originalausführung als Download mit elf Titeln. Am gleichen Tag sowie in den folgenden Tagen erschienen verschiedene digitale Deluxeausführungen, die sich durch die Anzahl und Auswahl der Bonustitel unterscheiden. Am 31. März desselben Jahres erschien das Album als CD (Katalognummer: B0012735-02) und LP-Ausführung (Katalognummer: B0012735-01).
Geschrieben wurden die Lieder alle gemeinsam von den Yeah-Yeah-Yeahs-Mitgliedern Brian Chase, Karen Orzolek und Nicholas Zinner. Für die Produktion aller Lieder zeichneten Nick Launay und Dave Sitek verantwortlich. Laut Launay wurde die Aufnahme und Produktion groß geschrieben und geschah zu einem Zeitpunkt, an dem die Plattenlabels beträchtlich in ihren Budgets zur Produktion eingeschränkt waren. Die wenigen Lieder, die die Band zu den ersten Sessions brachte, wurden später wesentlich verändert. Die Aufnahmesessions fanden über mehrere Monate verteilt im Jahr 2008 statt. Dazwischen gab es immer wieder kleinere Pausen „zur Inspiration“.

## Titelliste
| Standard | Bonustitel |
| --- | --- |
| 1. Zero – 4:25 2. Heads Will Roll – 3:41 3. Soft Shock – 3:53 4. Skeletons – 5:02 5. Dull Life – 4:08 6. Shame & Fortune – 3:31 7. Runaway – 5:13 8. Dragon Queen – 4:02 9. Hysteric – 3:50 10. Little Shadow – 3:57 11. Faces – 3:33 | Deluxe Edition 1. Soft Shock (Akustisch) – 3:25 2. Skeletons (Akustisch) – 3:29 3. Hysteric (Akustisch) – 3:51 4. Little Shadow (Akustisch) – 2:53 iTunes 1. Faces – 3:33 2. Clap Song – 3:26 |

## Singleauskopplungen
| Jahr | Titel           | Höchstplatzierung, Gesamtwochen, AuszeichnungChartplatzierungen (Jahr, Titel, , Platzierungen, Wochen, Auszeichnungen, Anmerkungen) | Höchstplatzierung, Gesamtwochen, AuszeichnungChartplatzierungen (Jahr, Titel, , Platzierungen, Wochen, Auszeichnungen, Anmerkungen) | Höchstplatzierung, Gesamtwochen, AuszeichnungChartplatzierungen (Jahr, Titel, , Platzierungen, Wochen, Auszeichnungen, Anmerkungen) | Höchstplatzierung, Gesamtwochen, AuszeichnungChartplatzierungen (Jahr, Titel, , Platzierungen, Wochen, Auszeichnungen, Anmerkungen) | Höchstplatzierung, Gesamtwochen, AuszeichnungChartplatzierungen (Jahr, Titel, , Platzierungen, Wochen, Auszeichnungen, Anmerkungen) | Anmerkungen                                             |
| Jahr | Titel           | DE | AT | CH | UK | US | Anmerkungen                                             |
| ---- | --------------- | --- | --- | --- | --- | --- | ------------------------------------------------------- |
| 2009 | Zero            | — | — | — | UK49 (5 Wo.)UK | — | Erstveröffentlichung: 24. Februar 2009                  |
| 2009 | Heads Will Roll | DE73 Gold · (6 Wo.)DE | — | — | UK89 Gold · (2 Wo.)UK | — | Erstveröffentlichung: 29. Juni 2009 Verkäufe: + 550.000 |

Zero
1. Zero – 4:26
2. Zero (MSTRKRFT Remix) – 4:00

Heads Will Roll
1. Heads Will Roll – 3:44
2. Heads Will Roll (Passion Pit Remix) – 4:39

## Rezeption

### Rezensionen
Auf Metacritic erreichte It’s Blitz! eine Bewertung von 82 aus 100 Punkten. Mauricio Quinones von CDStarts.de gab dem Album 9 von 10 Punkten und beschrieb es als das „ambitionierteste, reflektierteste und epischste Werk ihrer Karriere“. Er beschrieb sowohl Runaway, als auch Dragon Queen" als „unglaubliche Songs, Neuland im Yeah Yeah Yeahs-Universum und der Höhepunkt von It’s Blitz“. Zudem lobte er die Arbeit der Produzenten, sie hätten „ganze Arbeit geleistet: schon wieder kommt ein famoses, nicht einfaches Stück Musik aus dem urbanen Brooklyn.“

### Preise
Das Album wurde am 2. Dezember 2009 für den Grammy Award in der Kategorie Best Alternative Music Album nominiert.

## Kommerzieller Erfolg

### Chartplatzierungen
| ChartsChartplatzierungen       | Höchstplatzierung | Wochen |
| ------------------------------ | ----------------- | ------ |
| Deutschland (GfK)              | 71 (2 Wo.)        | 2      |
| Österreich (Ö3)                | 61 (2 Wo.)        | 2      |
| Schweiz (IFPI)                 | 85 (1 Wo.)        | 1      |
| Vereinigte Staaten (Billboard) | 22 (28 Wo.)       | 28     |
| Vereinigtes Königreich (OCC)   | 9 (8 Wo.)         | 8      |

### Auszeichnungen für Musikverkäufe
| Land/Region                  | Auszeichnungen für Musikverkäufe (Land/Region, Auszeichnung, Verkäufe) | Verkäufe |
| ---------------------------- | ---------------------------------------------------------------------- | -------- |
| Australien (ARIA)            | Gold                                                                   | 35.000   |
| Neuseeland (RMNZ)            | Gold                                                                   | 7.500    |
| Vereinigte Staaten (RIAA)    | Gold                                                                   | 500.000  |
| Vereinigtes Königreich (BPI) | Gold                                                                   | 100.000  |
| Insgesamt                    | 4× Gold ·                                                              | 642.500  |